# 737
737 је била проста година.

## Догађаји
- Фавила постаје краљ Астурије након Пелајове смрти.
- У данашњој Данској почиње изградња првих тврђава које се касније постати познате као утврђење Даневирке.
- Након што је умро франачки краљ Теудерик IV, престо остаје упражњен наредних седам година. Карло Мартел протерује свог сина Хилдерика у манастир и постаје једини владар Франачке.

- Битка код Авињона: Франачке снаге под Карлосом Мартелом, Меровиншким градоначелником палате, преузимају Авињон од муслиманских снага и уништавају упориште Омејада. Карло  шаље свог брата Чајлдебранда, војводу од Бургундије, да опседа град. Након свог доласка, Карло предводи франачке трупе у напад на утврђене зидове, који су спаљени до темеља након њиховог заузимања.
- Битка код Нарбона: Франачке снаге под Карлосом Мартелом опседају Нарбон, окупиран од стране Омејадског гарнизона, али нису у могућности да поново заузму град-тврђаву. Ломбардска војска под краљем Лијутпрандом прелази Алпе, да би помогла Карлу да протера муслимане из Септиманије. У међувремену, Мауронтус, војвода или гроф од Провансе, диже побуну из свог непокореног града Марсеја и прети позадину Франка.
- Битка на реци Бер: Франачке снаге које је послао Карло Мартел пресрећу велику муслиманску војску послату из Ал-Андалуза, (модерна Шпанија) коју је послао Укба ибн ал-Хаџаџ да ублажи опсаду Нарбона. Обе стране трпе велике губитке на бојном пољу близу ушћа реке Бере (кратка удаљеност јужно од Нарбона). Неки од муслимана журе назад на своје бродове, а неки продиру кроз франачке снаге и стижу до града, ефикасно га спашавајући од Франака.
- Орсо Ипато је убијен на подстицај Евтихија, егзарха Равене. Наследио га је Доменико Леони, који је изабран за магистер милитум Венеције.
- Краљ Кеолвулф од Нортумбрије абдицира у корист свог рођака Едберхта и он постаје монах у Линдисфарнском приорату.
- Египат: Хришћани се подижу са југа, са циљем заштите александријског патријарха.
- Други арапско-хазарски рат: Хазари предвођени Хазером Тарканом су поражени од муслиманске снаге, коју је послао Марван ибн Мухамед ибн Марван близу реке Волге, која је уништила оно што је остало од хазарских снага. Омајадски калифат сада има пуну контролу над Кавказом након што је потпуно уништио Хазарско царство. Након његовог уништења арапско-хазарски ратови су заустављени, муслимански извори указују да је Хазарски кан одао почаст Марвану и прешао у ислам.
- 30. септембар – Тургеши враћају инвазију Омајада на Кутал, прогоне их јужно од реке Оксус (северни Авганистан) и заробљавају њихов караван пртљага. У зиму, Тургеш и њихови трансоксијански савезници покрећу велику контраинвазију, али су заустављени и њихова војска је уништена. Хутал тада освајају Арапи.
- Кинески цар Сјуан Зонг одбацује политику регрутовања људи у кинеску војску да би се смењивали сваке три године, замењујући их војницима са дугогодишњим стажом који су чвршћи и ефикаснији.
- Велика јапанска епидемија малих богиња која је почела 735. године коначно је прекинута, али тек након што је проузроковала смртност од 25% до 35% међу одраслом популацијом у земљи.

## Смрти
- Пелајо, оснивач Астурије (*690)
- Теудерик IV, франачки краљ